# Mainpuri
Mainpuri (hindi मैनपुरी) – miasto w północnych Indiach w stanie Uttar Pradesh, na Nizinie Hindustańskiej.
Populacja miasta w 2001 roku wynosiła 89 535 mieszkańców.